# 嵌绿松石象牙杯
嵌绿松石象牙杯是商代的象牙制品，1976年出土於河南省安阳市殷墟妇好墓。是中华人民共和国禁止出国（境）展览文物之一，现藏于中国国家博物馆。